# سابينوف
سابينوف (بالسلوفاكية: Sabinov)‏ مدينة في شمال شرق سلوفاكيا وتتبع إقليم بريشوف. من مواليد هذ المدينة الفنان المجري تيفادار كوسزتكا. 

## توأمة
لسابينوف اتفاقيات توأمة مع:
- سيدلس